# Ualasses (filho de Pabeco)
Ualasses ou Vologases, filho de Pabeco (em persa médio: wrd'hšy ZY p'pk'n; romaniz.: Wala(x)š ī Pābagān; em parta: wlgšy BRBYTA p'pkn, Wala(x)š wispuhr Pābagān; em grego clássico: Ουαλάσσου υιου Παβακου, Oualássou oiou Pabakou) foi um dignitário persa do século III, ativo durante o reinado do xá Sapor I (r. 240–270).

## Nome
Vologases, Vologeso (Vologaesus), Vologesso (Vologessus) ou Vologeses são as formas latinas do parta Valagaxe (𐭅𐭋𐭂𐭔, Walagaš). A etimologia do nome não é clara, embora Ferdinand Justi proponha que Valagaxe seja um composto das palavras "força" (varəda) e "bonito" (gaš ou geš em persa moderno). Foi atestado em persa novo como Balaxe (بلاش, Balāš), em persa médio como Vardaquexe (Wardāḫš) ou Valaquexe (Walāḫš), em armênio como Valarxe (*Վաղարշ, *Vałarš), em árabe como Valaxe, Balaxe (بلاش, Valāš / Balāš) e Gulaxe (جولاش, Gulāš) e em grego como Olagado (*Ολαγαδος, via gen. Ολαγαδου), Olagedo (*Ολαγαίδος, Olagaídos, via gen. Ολαγαίδου), Ologado (*Ολογαδος, via gen. Ολογαδου), Uologedo (Ουολόγαιδος, Ouológaidos), Uologeos (Ουολόγεος, Ouológeos), Vologeso (Ουολόγαισος, Ouológaisos), Vologido (Βολόγίδος, Vológídos), Vologedo (Βολόγεδος, Vológedos), Ualases (*Ουαλάσες, via gen. Ουαλάσου) ou Ualasses (*Ουαλάσσες, via gen. Ουαλάσσου)

## Vida

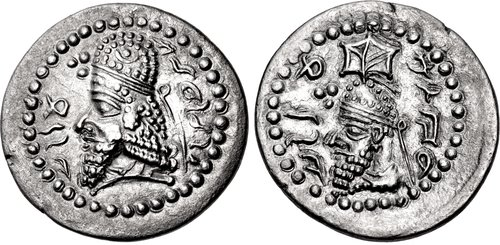
Hemidracma de Sapor e Pabeco

Ualasses é conhecido a partir de sua menção na lista de dignitários da corte de Sapor preservada na inscrição Feitos do Divino Sapor na qual aparece em quinta posição. Estava em primeiro no grupo de cinco príncipes (BRBYTA, wispuhr) citados, todos certamente membros da casa reinante, porém é impossível determinar apenas com tal inscrição quão próximo da linhagem principal estava. A lista também indica que era filho de Pabeco, porém ainda há dúvidas de quem, dentre os sete homônimos citados na lista, era seu pai. É sugerido que ele era filho do xá Pabeco, irmão de Artaxes I (r. 224–242) e tio de Sapor I.